# Jacob van Lennepkade 334
De Jacob van Lennepkade 334 is een oud pand in Amsterdam-West.

## Geschiedenis
Het gebouw heeft vele functies gehad. Het Jacob van Lennepkanaal waaraan het gebouw gelegen is, is aangelegd in 1884. Boeren en tuinders konden hun producten goed vervoeren over water. Door het kanaal werd de bedrijvigheid in Oud-West dan ook aardig bevorderd. Kolenboeren en ook ‘Maatschappij tot Exploitatie van Fijnhouthandel & Stoomzagerij’ besluit zich in 1899 aan het kanaal te vestigen. Het bedrijf bewerkt houtsoorten, zoals noten, eiken teak en mahonie. Over het kanaal worden de boomstammen aangevoerd om daar tot planken en platen te worden gezaagd.
Vanwege de groei van Fijnhout en zijn houtopslag en de zagerijactiviteiten is het in de jaren 60 verhuisd naar Amsterdam-Noord.
De oude fabriek werd omgetoverd tot een mayonaisefabriek totdat ook dit bedrijf de ruimte ontgroeide. Inmiddels was Amsterdam Oud-West volgebouwd met woningen. Uitbreiding van de fabriek was niet meer mogelijk. Het complex staat dan enige tijd leeg. Vervolgens is het pand aangekocht door de Stichting Samenwerkende Bedrijven. Deze stichting gaf het gebouw een culturele functie, het Fijnhout Theater. In 2014 was het theater niet meer in gebruik en van het theater was niks meer over. Theaterschool De Toneelmeester nam in 2016 zijn intrek in het gebouw en maakte de theaterzaal weer bruikbaar. 